# Holubovaniella gracilis
Holubovaniella gracilis är en svampart som beskrevs av R.F. Castañeda 1985. Holubovaniella gracilis ingår i släktet Holubovaniella, divisionen sporsäcksvampar och riket svampar.   Inga underarter finns listade i Catalogue of Life.